# Новоседлиці
Новоседлиці (пол. Nowosiedlice, нім. Neudorf) — село в Польщі, у гміні Доброшиці Олесницького повіту Нижньосілезького воєводства.
Населення — 152 особи (2011).
У 1975-1998 роках село належало до Вроцлавського воєводства.

## Демографія
Демографічна структура станом на 31 березня 2011 року:
|          | Загалом | Допрацездатний вік | Працездатний вік | Постпрацездатний вік |
| -------- | ------- | ------------------ | ---------------- | -------------------- |
| Чоловіки | 69      | 8                  | 56               | 5                    |
| Жінки    | 83      | 18                 | 52               | 13                   |
| Разом    | 152     | 26                 | 108              | 18                   |